# Джотто (космический аппарат)
Джотто (англ. Giotto) — автоматическая межпланетная станция ЕКА, цель полёта которой был пролёт мимо ядра кометы Галлея и его изучение. Космический аппарат назван в честь художника эпохи Возрождения Джотто ди Бондоне, который изобразил на фреске «Поклонение волхвов» комету Галлея.

## Полёт
«Джотто» был запущен ракетой-носителем «Ариан-1» 2 июля 1985 года. В ночь с 13 на 14 марта 1986 года аппарат прошёл на расстоянии в 596 км от ядра кометы. Для уточнения траектории аппарата были использованы данные АМС «Вега-1» и «Вега-2» в рамках международной программы «Лоцман». Пролетев на таком близком расстоянии от ядра кометы, «Джотто» получил повреждения от её частиц, в частности вышла из строя его фотокамера.
Аппарат находился некоторое время в дезактивированном состоянии. В апреле 1990 года «Джотто» был возвращён в рабочее состояние, 2 июля он совершил пролёт рядом с Землёй и был направлен на встречу с кометой Григга-Скьеллерупа, которая состоялась 10 июля 1992 года. «Джотто» пролетел мимо своей новой цели на расстоянии около 200 км, а затем 23 июля 1992 года он был снова дезактивирован.
В 1999 году он совершил второй пролёт мимо Земли, но больше активирован не был.

## Научные приборы
«Джотто» нёс на борту следующие приборы:
- Камера для получения цветных изображений ядра кометы
- Масс-спектрометр нейтральных частиц
- Масс-спектрометр ионов
- Анализаторы плазмы
- Масс-спектрометр пыли
- Фотополяриметр
- Анализатор частиц высокой энергии
- Магнитометр
- Детектор столкновений с пылевыми частицами

## Результаты
Был совершён пролёт на минимальном расстоянии от ядра кометы и полученные данные позволили уточнить его строение и химический состав.
По полученным с «Джотто» данным было определено, что ядро кометы Галлея имеет неправильную форму и размеры примерно 15х8х8 километров. Также данные позволили предположить, что ядро покрыто «пылевой корой», неожиданностью оказались очень тёмный цвет коры (альбедо 2—4 %, ниже чем у угля) и её высокая температура.